# Tighza
Tighza (en àrab تيغزة, Tīḡza; en amazic ⵜⵉⵖⵣⴰ) és una comuna rural de la província de Khénifra, a la regió de Béni Mellal-Khénifra, al Marroc. Segons el cens de 2014 tenia una població total de 1.786 persones.